# 鹿取茂雄
鹿取 茂雄（かとり しげお、1977年10月5日 - ）は、酷道愛好家、廃墟愛好家、フリーライター。本業は工業用薬品会社社員。大阪府池田市出身で、岐阜県岐阜市在住。

## 略歴
1977年生まれ。大阪市立都島工業高等学校理数工学科、豊橋技術科学大学工学部から愛知学院大学情報社会政策学部情報社会学科へ編入して卒業。
小さい頃から熱中していたのは鉄道。小学生の頃は遠くまで機関車や電車の撮影に行っていた。中学生になってからは夜行列車に乗ったり、駅舎に泊まっていた。
並行して科学系のクラブ活動にも打ち込む。高校時代は黒板とチョークが出す不快な音に興味を持ち、「チョークの悲鳴」についてリポートを仲間と書いてコンクールに出し、日本学生科学賞の科学技術庁長官賞を受賞する。
大学は理系の工学部から、文系の情報政策学部に編入する。当時、問題になっていたダイオキシンへの対処について、技術的な解決の手法だけでなく、政策的な解決策も考えてみたくなったからである。興味を持ったらとりあえずやってみるという姿勢は、昔から一貫して変わっていないという。
大学進学後の2000年9月、運転免許を取得して初めてドライブしたのが悪路だった。この時の体験がきっかけで道路の世界に興味を持つ。
酷道にのめり込み始めた20代は、JR東海の車内販売などを担う会社に非正規で働いていた。その後理系の知識を活かそうと、研究職の工業薬品メーカーへ転職する。
現在は愛知県名古屋市の工業薬品メーカーで研究開発業務に従事する会社員であるかたわら、酷道の趣味が高じて全国の酷道や廃墟を巡って取材する「TEAM酷道」（2001年設立）を主宰するメンバーで、コードネーム「よごれん」を名乗る同名インターネットサイトの管理人でもある。趣味を兼ねてフリーライターとして取材を行って、これに関連した書籍にも多数執筆しており、代表的な著書に『酷道を走る』（彩図社）、『命がけで行ってきた 知られざる日本の秘境』（彩図社）、『レトロピア岐阜』（八画文化会館）がある。その他、道路趣味関連などのトークイベントも定期的に開催する。CBCテレビ『歩道・車道バラエティ 道との遭遇』に出演。

## 人物・エピソード
- 家族は母、兄がいる。結婚後は5人の子どもを持つ一家の主で、週末は家族サービスや、趣味で全国を駆け巡っている[7]。
- 愛車・ソニカは、兄から譲り受けたものである[4]。ソニカ、プライベート用、仕事用の3台の車を使い分け、年間走行距離は約6万km。
- ちなみに、ソニカの車体色は青であり、関係者からは「ソニカブルー」と呼ばれている。

## 著書・作品

### 単著
- 『命がけで行ってきた 知られざる日本の秘境』彩図社、2006年。ISBN 4801301614。
- 『最大廃墟神岡鉱山』インディヴィジョン、2007年。
- 『酷道を走る』彩図社、2009年。ISBN 4883927024。
- 『封印された日本の秘境』彩図社。2010年。ISBN 4883927717。

### 共著
- 酒井竜次監修 『ニッポンの廃墟』2007年　インディヴィジョン、2007年。ISBN 4990371208。
- 酒井竜次監修 『廃墟という名の産業遺産』インディヴィジョン、2008年。ISBN 4990371224。
- 磯部祥行編『酷道大百科』〈ブルーガイド・グラフィック〉実業之日本社、2018年。ISBN 978-4-408-06392-8。

### 雑誌
- 『レトロピア岐阜』〈八画文化会館vol.6〉八画出版部、2018年。

## 講演・イベント出演
- 『マイノリティの台頭　幸福論』（2008年10月5日昼の部　Naked Loft）
- 『見学ナイトEXTRA　酷道な夜』（2008年10月5日夜の部　Naked Loft）
- 『マイノリティの幸福論　ふたたび』（2009年10月24日　Naked Loft）
- 『酷道×廃道　2009大忘年会』（2009年11月29日　Asagaya/Loft A）